# خانة خاتون (حومة بم)
خانة خاتون (بالفارسية: خانه خاتون) هي قرية تقع في إيران في منطقة مركزية ريفية. يقدر عدد سكانها بـ 361 نسمة بحسب إحصاء 2016.